# バイアスの盲点
バイアスの盲点（バイアスのもうてん、英語: Bias blind spot）は、他人の判断におけるバイアスの影響を認識できる一方で、自分自身の判断に対するバイアスの影響を認識できないという認知バイアスである。名称は視覚上の盲点に由来する。ほぼ全ての人がバイアス盲点を示すことが観察されている。米国の600人以上の人々のサンプルにおいて、その85％以上が自分は平均的なアメリカ人よりもバイアスが少ないと信じていた。自分が平均的なアメリカ人よりもバイアスが強いと信じていたのは参加者のうち1人しかいなかった。バイアスの盲点を示す程度は人によって異なり、測定可能な一定の個人差があるとみられている。
バイアスの盲点は実際の意思決定能力とは無関係であるため、真に盲点である。バイアスの盲点の個人差は意思決定能力に関する指標の差と一致しない。実際の意思決定能力に関係なく、多くの人は自分は他の人よりもバイアスが少ないと信じているのである。

## 原因
バイアスの盲点は、他のさまざまなバイアスや自己欺瞞によって引き起こされていると考えられる。
自己高揚バイアスは、人々が自分自身を前向きな見方で見るように動機付けられるという点で、要因となっている可能性がある。バイアスは一般的に望ましくないと見做されているため、人々は自分の認識や判断を合理的かつ正確であり、バイアスのないものと考える傾向がある。自己高揚バイアスは自身の決定を分析するときにも適用されるため、自分自身を他の人よりも優れた意思決定者であると考える傾向がある。
また、人間は自身が「どうやって」「なぜ」自分がその決定を下したのかを理解していると信じる傾向があるため、そこにバイアスは存在しないと結論付ける。しかし我々の下す決定の多くは、無意識のプロセスであるバイアスと「認知の近道」から形成されている。文字通り、無意識のプロセスを意識することはできないため、意思決定プロセスにおけるそれらの影響を認識することは不可能なのである。
研究によると、認識・決定・判断に作用するさまざまなバイアスに気が付いていたとしても、それらを制御することは不可能であることが示されている。たとえバイアスがあると指摘されたとしても認識を変えることができないことは、偏見の盲点の一つの原因である。

## 引用文献
1. ↑  Pronin, E.; Lin, D. Y.; Ross, L. (2002). “The Bias Blind Spot: Perceptions of Bias in Self Versus Others”. Personality and Social Psychology Bulletin 28 (3):  369–381. doi:10.1177/0146167202286008.
2. 1 2  Scopelliti, Irene; Morewedge, Carey K.; McCormick, Erin; Min, H. Lauren; Lebrecht, Sophie; Kassam, Karim S. (2015). “Bias Blind Spot: Structure, Measurement, and Consequences” (英語). Management Science 61 (10):  2468–2486. doi:10.1287/mnsc.2014.2096.
3. 1 2 3 4  Page, Antony (2009). “Unconscious Bias and the Limits of Director Independence”. University of Illinois Law Review 2009 (1):  237–294. ISSN 0276-9948. SSRN 1392625 2016年6月11日閲覧。.
4. ↑  Pronin, Emily (2007). “Perception and misperception of bias in human judgment”. Trends in Cognitive Sciences 11 (1):  37–43. doi:10.1016/j.tics.2006.11.001. PMID 17129749.